# Maria de Barros
Maria de Barros est une chanteuse née en 1961 au Sénégal, mais très liée au Cap-Vert, pays de ses parents. Elle chante des mornas, coladeiras et funanas fusionnées avec des rythmes latinos. Elle a reçu en 2006, le prix Miriam Makeba Music.

## Biographie
Elle est née le 3 février 1961 à Dakar, de parents capverdiens. Elle grandit à Nouakchott, en Mauritanie. Sa famille déménage aux États-Unis alors qu'elle a 11 ans. Elle vit à Providence, en Rhode Island durant son adolescence, avec ses quatre frères et sœurs, et se rapprochant davantage de son héritage capverdien dans cette période par la communauté locale. Elle se marie à Mel Wilson Jr, bassiste dans le groupe Toots and the Maytals.
Elle considère Cesária Évora comme sa marraine et une source d'inspiration. Sa musique a donc des influences morna, mais elle a aussi des influences latines ou salsa. Outre Évora, elle est fan de Stevie Wonder, Whitney Houston, Willy Chirino et Sting. Elle parle couramment et a enregistré des chansons en plusieurs langues, dont le portugais, le créole cap-verdien (kriolu), le français, l'espagnol, l'allemand et l'anglais. Elle a reçu en 2006, le prix Miriam Makeba Music.